# Ferdinand Tilgmann
Ferdinand Fredrik Christoph Tilgmann, född 30 september 1832 i Kassel, död 11 oktober 1911 i Helsingfors, var en tysk grafiker verksam i Finland.
Tilgmann kom 1857 till Norrköping, där han litet senare grundade ett stentryckeri. 1862 blev han direktör för stentryckeriet Polen & C:o i Helsingfors, där han 1869 upprättade ett eget företag, Oy Tilgmann Ab. Redan 1864 fick han i uppdrag att rita och trycka finska statens premieobligationer och stämpelmärken, de första i sitt slag i Finland. 1886 grundade han på uppdrag av staten Finlands Banks sedeltryckeri och blev dess chef.
Tilgmann framträdde även som lyriker och komponist under signaturen F. Christoph; bland annat publicerade han Fänrik Ståls sägner i tysk översättning. 